# Saison 2024 de la National Rugby League
Navigation
Édition précédente Édition suivante
La Saison 2024 de la National Rugby League est la cent-dix-septième édition de cette compétition depuis que celle-ci a été créée en 1908, elle se déroule du 2 mars 2024 au 6 octobre 2024. Dix-sept équipes jouent 25 journées de championnat (phase régulière), les huit meilleures d'entre elles sont qualifiées pour les phases finales, dans le but de se qualifier pour la grande finale.

## Préparation de l'évènement
Depuis sa création en 1998, la National Rugby League a établi un calendrier se décomposant en deux phases - une première phase dite de « saison régulière » où les dix-sept équipes se rencontrent entre elles à vingt-sept reprises pour un ensemble de 204 rencontres entre le 3 mars 2024 et le 8 septembre 2024 à l'issue de laquelle un classement est établi. Ce classement détermine la phase suivante nommée « phase finale » où les huit premières équipes de la saison régulière s'affrontent dans une phase à élimination directe entre le 13 septembre 2024 et le 6 octobre 2024 pour parvenir à atteindre l'ultime rencontre la saison la finale à l'Accord Stadium de Sydney.
Dix-sept clubs prennent part à cette ligue fermée c'est-à-dire qu'il n'y a aucune sanction de relégation en fin de saison quel que soit le classement. Un club est basé en Nouvelle-Zélande et seize clubs sont établis en Australie répartis entre quatre États australiens :
| Territoire                                         | Club | Territoire             | Club                                                                         |
| -------------------------------------------------- | --- | ---------------------- | ---------------------------------------------------------------------------- |
| Nouvelle-Galles du Sud (Australie)                 | * Sydney Roosters * South Sydney Rabbitohs * Canterbury-Bankstown Bulldogs * Parramatta Eels * Manly-Warringah Sea Eagles * Cronulla-Sutherland Sharks * Penrith Panthers * Newcastle Knights * St. George Illawarra Dragons * Wests Tigers | Queensland (Australie) | * Brisbane Broncos * North Queensland Cowboys * Gold Coast Titans * Dolphins |
| Territoire de la capitale australienne (Australie) | * Canberra Raiders | Victoria (Australie)   | * Melbourne Storm                                                            |
| Auckland (Nouvelle-Zélande)                        | * New Zealand Warriors |                        |                                                                              |

### Double-affiche à l'Allegiant Stadium de Las Vegas aux États-Unis

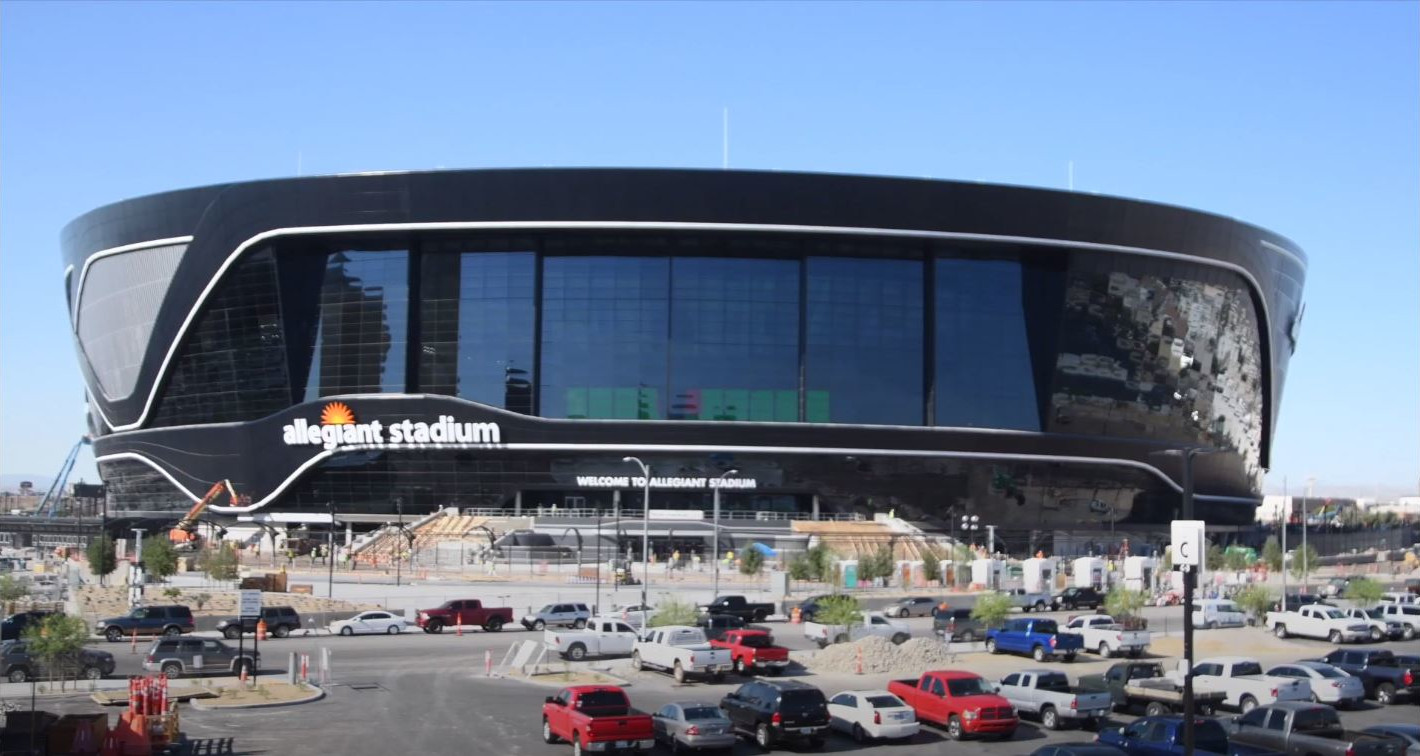
La saison 2024 débute par une double-affiche à l'Allegiant Stadium de Las Vegas aux États-Unis.

Désireuse de promouvoir le rugby à XIII sur le continent américain, la National Rugby League organise l'ouverture de sa saison 2024 par une double-affiche le dimanche 3 mars 2024 qui lance la saison à l'Allegiant Stadium de Las Vegas aux États-Unis, qui accueille pour la première fois la compétition. Il s'agit du stade, construit en 2020, de l'équipe de football américain des Las Vegas Raiders. Les deux affichent sont Manly-Warringah Sea Eagles-South Sydney Rabbitohs et Sydney Roosters-Brisbane Broncos. Ces deux rencontres attirent une foule de 40 746 spectateurs.

### Évènements connexes
Le calendrier de la National Rugby League est également rythmé par d'autres évènements connexes : 
- Le State of Origin : confrontation annuelle entre des joueurs des États australiens de la Nouvelle-Galles du Sud et du Queensland autour de trois rencontres entre mai et juillet 2024[2] ;
- Des journées autour de thèmes au sein du calendrier de la NRL - journée multiculturelle (journée 3), l'ANZAC (journée 8), journée magique où toutes les rencontres de la journée se déroulent dans un même stade (journée 11), journée « Bonnet pour le cancer du cerveau » (journée 15) et les femmes (journée 22)[2].

## Équipes
Dix-sept clubs disputent la NRL.
| Club                         | Classement en 2023       | Entraîneur(s)                  | Capitaine (s)                    | Stade (s)                            | Capacité      |
| ---------------------------- | ------------------------ | ------------------------------ | -------------------------------- | ------------------------------------ | ------------- |
| Brisbane Broncos             | Finaliste                | Kevin Walters                  | Adam Reynolds                    | Suncorp Stadium                      | 52 500        |
| Canberra Raiders             | 1er tour                 | Ricky Stuart                   | Joseph Tapine Elliott Whitehead  | GIO Stadium Canberra                 | 25 011        |
| Canterbury Bulldogs          | 15e                      | Cameron Ciraldo                | Stephen Crichton                 | Accor Stadium Belmore Sports Ground  | 82 000 17 000 |
| Cronulla-Sutherland Sharks   | 1er tour                 | Craig Fitzgibbon               | Cameron McInnes                  | PointsBet Stadium                    | 22 000        |
| Dolphins                     | 13e                      | Wayne Bennett                  | Jesse Bromwich                   | Suncorp Stadium Kayo Stadium         | 52 500 10 000 |
| Gold Coast Titans            | 14e                      | Desmond Hasler                 | Tino Fa'asuamaleaui Kieran Foran | Cbus Super Stadium                   | 27 690        |
| Manly-Warringah Sea Eagles   | 12e                      | Anthony Seibold                | Daly Cherry-Evans                | 4 Pines Park                         | 18 000        |
| Melbourne Storm              | Demi-finale (3e)         | Craig Bellamy                  | Harry Grant                      | AAMI Park                            | 29 500        |
| Newcastle Knights            | Demi-finale préliminaire | Adam O'Brien                   | Kalyn Ponga                      | McDonald Jones Stadium               | 30 000        |
| New Zealand Warriors         | Demi-finale (4e)         | Andrew Webster                 | Tohu Harris                      | Go Media Stadium                     | 25 000        |
| North Queensland Cowboys     | 11e                      | Todd Payten                    | Tom Dearden                      | North Queensland Stadium             | 25 000        |
| Parramatta Eels              | 10e                      | Bradley Arthur → Trent Barrett | Clinton Gutherson                | CommBank Stadium                     | 30 000        |
| Penrith Panthers             | Champion (1er)           | Ivan Cleary                    | Nathan Cleary                    | BlueBet Stadium                      | 22 500        |
| St. George Illawarra Dragons | 16e                      | Shane Flanagan                 | Benjamin Hunt                    | Jubilee Oval WIN Stadium             | 20 500 22 000 |
| South Sydney Rabbitohs       | 9e                       | Jason Demetriou → Ben Hornby   | Cameron Murray                   | Accor Stadium                        | 82 000        |
| Sydney Roosters              | Demi-finale préliminaire | Trent Robinson                 | James Tedesco                    | Allianz stadium                      | 42 500        |
| Wests Tigers                 | 17e                      | Benji Marshall                 | Apisai Koroisau                  | Campbelltown Stadium Leichhardt Oval | 20 000 17 500 |

## Résultats

### Classement de la phase régulière
| Rang | Franchise            | Joués | V  | N | D  | B | PP  | PC  | Diff  | Points |
| 1    | Melbourne (DF)       | 24    | 19 | 0 | 5  | 3 | 692 | 449 | + 243 | 44     |
| 2    | Penrith (CH)         | 24    | 17 | 0 | 7  | 3 | 580 | 394 | + 186 | 40     |
| 3    | Sydney Roosters      | 24    | 16 | 0 | 8  | 3 | 738 | 463 | + 275 | 38     |
| 4    | Cronulla-Sutherland  | 24    | 16 | 0 | 8  | 3 | 653 | 431 | + 222 | 38     |
| 5    | North Queensland     | 24    | 15 | 0 | 9  | 3 | 657 | 568 | + 89  | 36     |
| 5    | Canterbury-Bankstown | 24    | 14 | 0 | 10 | 3 | 529 | 433 | + 96  | 34     |
| 7    | Manly-Warringah      | 24    | 13 | 1 | 10 | 3 | 634 | 521 | + 113 | 33     |
| 8    | Newcastle            | 24    | 12 | 0 | 12 | 3 | 470 | 510 | - 40  | 30     |
| 9    | Canberra             | 24    | 12 | 0 | 12 | 3 | 474 | 601 | - 127 | 30     |
| 10   | Dolphins             | 24    | 11 | 0 | 13 | 3 | 577 | 578 | - 1   | 28     |
| 11   | St. George Illawarra | 24    | 11 | 0 | 13 | 3 | 508 | 634 | - 126 | 28     |
| 12   | Brisbane (F)         | 24    | 10 | 0 | 14 | 3 | 537 | 607 | - 70  | 26     |
| 13   | New Zealand (DF)     | 24    | 9  | 1 | 14 | 3 | 512 | 574 | - 62  | 25     |
| 14   | Gold Coast           | 24    | 8  | 0 | 16 | 3 | 488 | 656 | - 168 | 22     |
| 15   | Parramatta           | 24    | 7  | 0 | 17 | 3 | 561 | 716 | - 155 | 20     |
| 16   | South Sydney         | 24    | 7  | 0 | 17 | 3 | 494 | 682 | - 188 | 20     |
| 17   | Wests Tigers (CB)    | 24    | 6  | 0 | 18 | 3 | 463 | 750 | - 287 | 18     |

| - Qualifié pour les phases finales (#1 à #8). |
| CH : Champion 2023, FI : Finaliste 2023, CB : Cuillère de bois 2023, DF : Demi-finaliste 2023                                                                                           |
| abréviations=Pts, points; J, matchs joués; V, victoires ; N, match nuls ; D, défaites ; B, bye ; PP, points pour ; PC, points contre ; Diff, différence de points ; T, tenant du titre. |

Attribution des points : 2 points sont attribués pour une victoire, 1 point pour un match nul, 0 point en cas de défaite, 2 lorsque l'épique est exempte (bye).
Source : nrl.com

### Playoffs
Lors des finales de qualification, le vainqueur des deux matchs opposant les premier et quatrième de la phase régulière, et du deuxième et le troisième, sont directement qualifiés pour les finales préliminaires. Les vaincus de ces deux rencontres sont opposés aux deux vainqueurs des deux autres rencontres des Finales de qualification.
|           | 1er tour des play offs | 1er tour des play offs          | 1er tour des play offs | |                 |                                 |        | Demi-finales préliminaires | Demi-finales préliminaires |        |  |                     |         | Demi-finales    | Demi-finales |  |  | Grande finale | Grande finale |  |
|           |                        |                                 |                        | |                 |                                 |        |                            |                            |        |  |                     |         |                 |              |  |  |               |               |  |
|           |                        | QPO1 :                          |                        | |                 |                                 |        |                            |                            |        |  |                     |         |                 |              |  |  |               |               |  |
|           | 1                      | Melbourne                       | 37                     | |                 |                                 |        |                            |                            |        |  |                     |         |                 |              |  |  |               |               |  |
|           | 4                      | Cronulla-Sutherland             | 10                     | |                 |                                 |        | PSF1 :                     |                            |        |  |                     |         |                 |              |  |  |               |               |  |
|           |                        |                                 |                        | |                 |                                 |        | Cronulla-Sutherland        | 26                         |        |  |                     |         |                 |              |  |  |               |               |  |
|           |                        | EPO1 :                          | EPO1 :                 | |                 |                                 |        | North Queensland           | 18                         |        |  |                     |         | QSF1 :          | QSF1 :       |  |  |               |               |  |
|           | 5                      | North Queensland                | 28                     | |                 |                                 |        |                            |                            |        |  |                     |         | Melbourne       | 48           |  |  |               |               |  |
|           | 8                      | Knights                         | 16                     | |                 |                                 |        |                            |                            |        |  |                     |         | Sydney Roosters | 18           |  |  | GF :          | GF :          |  |
|           |                        |                                 |                        | |                 |                                 |        |                            |                            |        |  |                     |         |                 |              |  |  | Melbourne     | 6             |  |
|           |                        | EPO2 :                          | EPO2 :                 | EPO2 : |                 |                                 |        |                            |                            | QSF2 : |  |                     |         | Penrith         | 14           |  |  |               |               |  |
|           | 6                      | Canterbury-Bankstown            | 22                     | |                 |                                 |        |                            |                            |        |  |                     | Penrith | 26              |              |  |  |               |               |  |
|           | 7                      | Manly-Warringah                 | 24                     | |                 | PSF2 :                          | PSF2 : |                            |                            |        |  | Cronulla-Sutherland | 6       |                 |              |  |  |               |               |  |
|           |                        |                                 |                        | | Sydney Roosters | 40                              |        |                            |                            |        |  |                     |         |                 |              |  |  |               |               |  |
|           | QPO2 :                 | QPO2 :                          | QPO2 :                 | QPO2 : |                 |                                 |        | Manly-Warringah            | 16                         |        |  |                     |         |                 |              |  |  |               |               |  |
|           | 2                      | Penrith                         | 30                     | |                 |                                 |        |                            |                            |        |  |                     |         |                 |              |  |  |               |               |  |
|           | 3                      | Sydney Roosters                 | 10                     | |                 |                                 |        |                            |                            |        |  |                     |         |                 |              |  |  |               |               |  |
|           |                        |                                 |                        | \| Légende : \| \| Progression de l'équipe défaite \| \| Progression de l'équipe victorieuse \| \| Progression de l'équipe choisie \| |                 |                                 |        |                            |                            |        |  |                     |         |                 |              |  |  |               |               |  |
| Légende : |                        | Progression de l'équipe défaite |                        | Progression de l'équipe victorieuse                                                                                                   |                 | Progression de l'équipe choisie |        |                            |                            |        |  |                     |         |                 |              |  |  |               |               |  |

Semaine 1. Qualification/Elimination en phase finale : les rencontres sont déterminées suivant le classement des équipes de la saison régulière. Les équipes ayant obtenu un meilleur rang affrontant l'équipe ayant le moins bon rang. Les équipes ayant le meilleur rang reçoivent.
Semaine 2. Les demi-finales préliminaires : les rencontres sont déterminées suivant le classement des équipes de la saison régulière. Les équipes ayant obtenu un meilleur rang affrontant l'équipe ayant le moins bon rang. Les équipes ayant le meilleur rang reçoivent.
Semaine 3. Les demi-finales : les vainqueurs des précédentes phases qualificatives s'affrontent pour déterminer les deux finalistes. Les adversaires sont décidées en fonction du choix de l'équipe ayant obtenu le meilleur classement lors de la saison régulière entre les deux équipes ayant le moins bon classement. Ce sont les vainqueurs de la semaine 1 qui reçoivent.

### Grande Finale

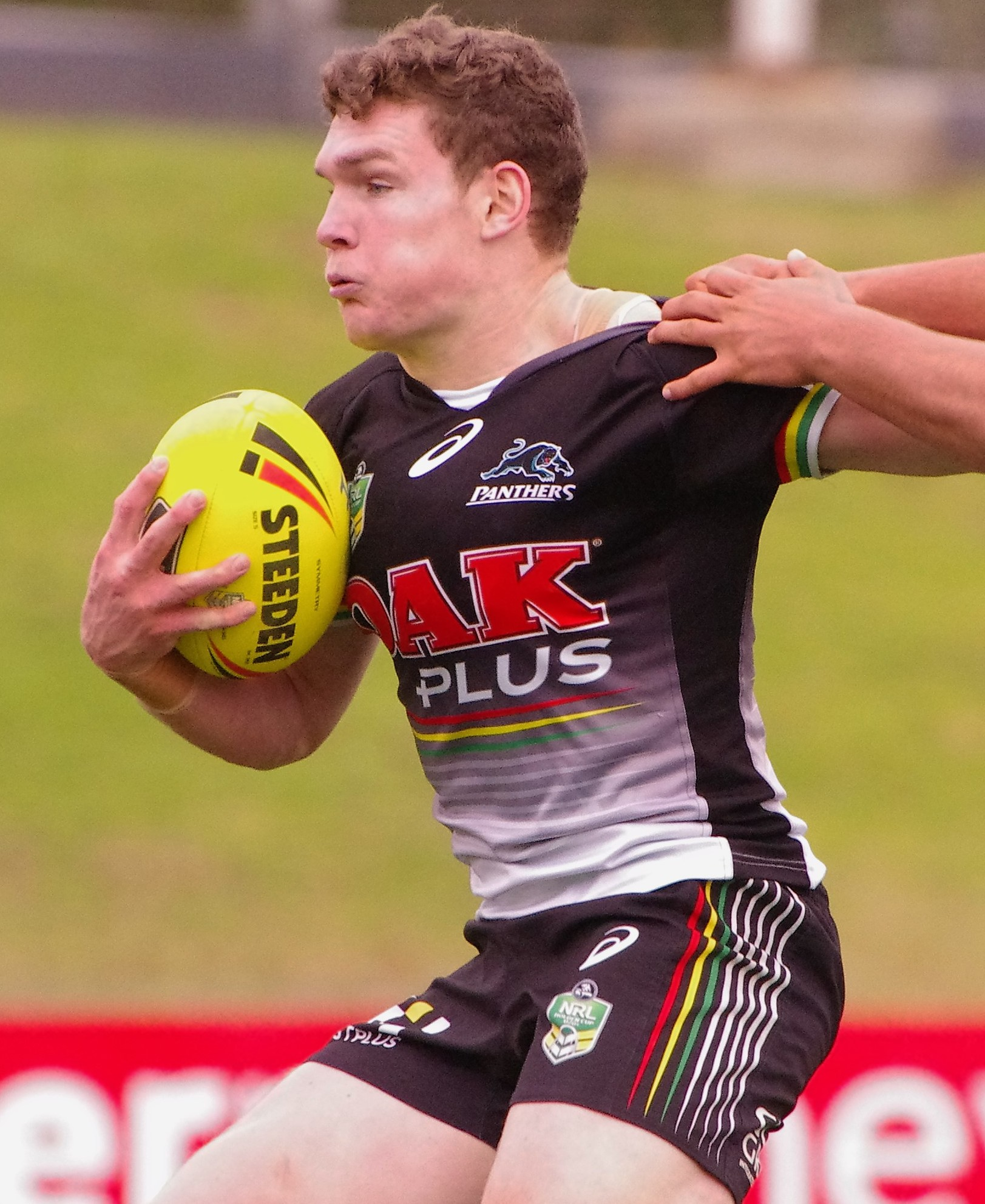
Liam Martin, joueur des Penrith Panthers, est désigné homme du match.

(mt : 6 - 10)
Homme du match :  Liam Martin
Points marqués :
- Melbourne : 1 essai de Grant (23e) ; 1 transformation de Meaney (23e).
- Penrith : 3 essais de Turuva (27e), Martin (39e) et Alamoti (61e) ; 1 transformation de Cleary (39e).

Évolution du score : 6-0, 6-4, 6-10 (mi-temps), 6-14.
Arbitre : Ashley Klein
Spectateurs : 80 156
Composition des équipes :
- Melbourne : Ryan Papenhuyzen - William Warbrick, Jack Howarth, Nick Meaney, Xavier Coates - Cameron Munster (o), Jahrome Hughes (m) - Tui Kamikamica, Harry Grant, Josh King, Shawn Blore, Eliesa Katoa, Trent Loiero - Tyran Wishart, Christian Welch, Lazarus Vaalepu, Alec MacDonald - Entraîneur : Craig Bellamy
- Penrith : Dylan Edwards - Sunia Turuva, Izack Tago, Paul Alamoti, Brian To'o - Jarome Luai (o), Nathan Cleary (m) - Moses Leota, Mitchell Kenny, James Fisher-Harris, Liam Martin, Scott Sorensen, Isaah Yeo - Luke Garner, Brad Schneider, Lindsay Smith, Liam Henry - Entraîneur : Ivan Cleary

## Statistiques

### Meilleurs marqueurs de points
| Rang | Joueur           | Club                       | Poste         | Points | Essais | Goals | Drops |
| ---- | ---------------- | -------------------------- | ------------- | ------ | ------ | ----- | ----- |
| 1    | Valentine Holmes | North Queensland Cowboys   | Centre        | 266    | 16     | 101   | -     |
| 2    | Nick Meaney      | Melbourne Storm            | Centre        | 230    | 5      | 105   | -     |
| 3    | Jamayne Isaako   | Dolphins                   | Ailier        | 223    | 12     | 87    | 1     |
| 4    | Sam Walker       | Sydney Roosters            | Demi de mêlée | 204    | 7      | 88    | -     |
| 5    | Reuben Garrick   | Manly-Warringah Sea Eagles | Centre        | 202    | 10     | 81    | -     |

### Meilleurs marqueurs d'essais
| Rang | Joueur                | Club                       | Poste  | Essais |
| ---- | --------------------- | -------------------------- | ------ | ------ |
| 1    | Alofiana Khan-Pereira | Gold Coast Titans          | Ailier | 24     |
| 2    | Kyle Feldt            | North Queensland Cowboys   | Ailier | 23     |
| 3    | Daniel Tupou          | Sydney Roosters            | Ailier | 21     |
| 4    | Dominic Young         | Sydney Roosters            | Ailier | 20     |
| 5    | Ronaldo Mulitalo      | Cronulla-Sutherland Sharks | Ailier | 18     |
| -    | Tommy Talau           | Manly-Warringah Sea Eagles | Ailier | 18     |

## Récompenses individuelles
Les trophées « Dally M Medal » sont, comme d'habitude, remis après la fin de la saison régulière de la NRL et ne prend pas en compte les rencontres de la phase finale.
| Points | Joueur            | Club                        | Poste           |
| ------ | ----------------- | --------------------------- | --------------- |
| 62     | Jahrome Hughes    | Melbourne Storm             | Demi de mêlée   |
| 61     | James Tedesco     | Sydney Roosters             | Arrière         |
| 51     | Daly Cherry-Evans | Manly-Warringah Sea Eagles  | Demi de mêlée   |
| 46     | Tom Trbojevic     | Manly-Warringah Sea Eagles  | Arrière         |
| 45     | Scott Drinkwater  | North Queensland Cowboys    | Arrière         |
| 42     | Isaah Yeo         | Penrith Panthers            | Troisième ligne |
| 40     | Kalyn Ponga       | Newcastle Knights           | Arrière         |
| 34     | Dylan Edwards     | Penrith Panthers            | Arrière         |
| 33     | Ben Hunt          | St George Illawarra Dragons | Demi de mêlée   |
| 33     | Harry Grant       | Melbourne Storm             | Talonneur       |

| Poste                     | Joueur            | Club                          |
| ------------------------- | ----------------- | ----------------------------- |
| Meilleur arrière          | James Tedesco     | Sydney Roosters               |
| Meilleur ailier           | Brian To'o        | Penrith Panthers              |
| Meilleur ailier           | Zac Lomax         | St George Illawarra Dragons   |
| Meilleur centre           | Herbie Farnworth  | Dolphins                      |
| Meilleur centre           | Stephen Crichton  | Canterbury-Bankstown Bulldogs |
| Meilleur demi d'ouverture | Tom Dearden       | North Queensland Cowboys      |
| Meilleur de mêlée         | Jahrome Hughes    | Melbourne Storm               |
| Meilleur talonneur        | Harry Grant       | Melbourne Storm               |
| Meilleur pilier           | Addin Fonua-Blake | New Zealand Warriors          |
| Meilleur pilier           | Joseph Tapine     | Canberra Raiders              |
| Meilleur deuxième ligne   | Angus Crichton    | Sydney Roosters               |
| Meilleur deuxième ligne   | Eliesa Katoa      | Melbourne Storm               |
| Meilleur troisième ligne  | Isaah Yeo         | Penrith Panthers              |

| Poste                      | Lauréat               |
| -------------------------- | --------------------- |
| Provan-Summons Medal       | Tyrone Munro          |
| Débutant de l'année        | Jack Bostock          |
| Capitaine de l'année       | Stephen Crichton      |
| Entraîneur de l'année      | Craig Bellamy         |
| Meilleur marqueur d'essais | Alofiana Khan-Pereira |

## Médiatisation
Le championnat est évidemment très médiatisé en Australie, sport où le rugby à XIII est roi. Il est suivi par le magazine Rugby League Review.
Au Royaume-Uni, il est également très suivi par les médias britanniques au nombre desquels on compte Rugby League World , Rugby Leaguer & League Express et League Weekly. 
Dans les pays francophones, (principalement la France), le site internet Treize Mondial rend compte chaque semaine, voire chaque jour du déroulement de la compétition. Midi Olympique couvre également l'évènement, mais pas de manière continue, et en relatant surtout les résultats chaque semaine, dans son « édition rouge ». Des matchs sont diffusés par les chaines payantes du groupe Beinsport.